# Джиемуратов, Джумамурат Джиемуратович
Джиемуратов Джумамурат Джиемуратович (карак. Жиемурат улы Жумамурат) (7 мая 1920, Муйнак — 24 мая 2001, Нукус) — советский каракалпакский партийный деятель, ветеран Великой Отечественной войны, заслуженный работник культуры Узбекской ССР, председатель Комитета народного контроля Каракалпакской АССР.

## Биография
Родился в Маделинском аулсовете Муйнакского района на южном побережье Аральского моря. По национальности Каракалпак. Происходит из рода Ашамайлы — Сахуу.
Отец — Сейданов Джиемурат (карак. Сейдан улы Жиемурат) (1888 — 10.04.1975).
Мать — Сейданова Уммагулсин (1890—1990).
Брат — Жиемуратов Уралбай Жиемуратович (карак. Сейдан улы Оралбай) (01.01.1935 — 20.01.2003).
Сестра - Жиемуратова Жумагуль
Супруга — Джиемуратова Бибихан Ажимурат Кызы (05.05.1925 — 11.08.2016).

## Образование
- 1934—1939 гг. учился в средней школе
- 1948—1950 гг. — слушатель двухгодичной партийной школы при ЦК КП Узбекистана
- 1954—1957 гг. — слушатель трёхгодичной Высшей Партийной школы при ЦК КПСС

## Великая Отечественная война
- 1942 году находился в рядах Советской Армии. Поступил на службу 5 июля 1942 года. Двадцать девятого сентября 1942 года в связи с ранением выбыл из воинской части, где числился красноармеецем в 85-м запасном стрелковом полку 37-й запасной стрелковой дивизии Приволжского Военного Округа. По возвращении из Советской Армии работал вторым секретарем Муйнакского райкома Комсомола.
- 1944—1945 годы снова служил в рядах Советской Армии, 2-го Белорусского фронта . Будучи младшим сержантом 8 июня 1945 года был награжден Орденом Красной звезды. Службу окончил 27 октября 1945 года, достиг звания капитан в 527-м стрелковом полку Калининского фронта, 5-го мотострелкового полка 2-го Белорусского фронта.

## Деятельность
- 1939—1942 г. — счетовод, затем секретарь Маделинского аулсовета Муйнакского района.
- 1945—1946 — заведующий общим отделом Муйнакского райисполкома.
- 1946—1947 — первый секретарь Муйнакского райкома ЛКСМ Узбекистана.
- август 1947 — сентябрь 1948 — первый секретарь Муйнакского райкома КП Узбекистана.
- сентябрь 1950—1951 гг. — председатель Муйнакского райисполкома.
- 1951—1953 — первый секретарь Муйнакского райкома КП Узбекистана.
- 1953—1954 — министр культуры Каракалпакской АССР.
- 1957 — заведующий Административно-торгово-финансовых органов Каракалпакского обкома КП Узбекистана.
- 1957—1959 — первый секретарь Кунградского райкома КП Узбекистана.
- 1959—1960 — председатель Чимбайского райисполкома.
- 1961—1963 — первый Секретарь Нукусского горкома КП Узбекистана.
- 1963—1966 — Председатель Комитета Партийно-государственного контроля Каракалпакского обкома партии и Совета Министров ККАССР, одновременно являлся секретарем обкома партии и заместителем Совета министров ККАССР
- 1966—1985 — председатель Комитета народного контроля Каракалпакской АССР.

## Творчество
Поэма «Игам» была опубликована в V томе многотомника «Каракалпакский фольклор» (1980).
В поэме описывается эпизод одного из военных событий Великой Отечественной войны, участником которого был Джиемуратов Д. На его глазах от вражеской пули был убит шестнадцатилетний паренёк по имени Игам, с которым Джиемуратов Джумамурат познакомился в начале войны. Произведение передает боль и переживания бойца по поводу потери земляка, родственной души. Молодой юноша просит воина передать матери последнюю его просьбу, чтобы она не очень страдала, не тосковала о нём, чтобы заботилась о себе.
Поэма написана от первого лица, на каракалпакском языке.

## Награды
- Орден Отечественной войны II степени (06.04.1985 г.)
- Два ордена Трудового Красного Знамени, Указом Президиума Верховного Совета от 03.09.1971, № ордена 591001 и от 10.03.1976, № ордена 997278
- Орден Дружбы народов, Указом Президиума Верховного Совета СССР от 26.02.1981, № ордена 14028
- Орден Красной звезды, Указом Президиума Верховного Совета СССР от 18.10.1946, № ордена 1877088
- Два ордена «Знак Почёта», Указом Президиума Верховного Совета СССР от 18.10.1946 № ордена 219939 и от 01.03.1965, № ордена 288610
- Заслуженный работник культуры Узбекской ССР, Указом Президиума Верховного Совета Узбекской ССР от 29.04.1980
- Почетные грамоты президиума Верховного Совета Узбекской ССР и ЦК компартии Узбекистана

## Статьи и публикации
- Джиемуратов Д. Вместе с тружениками села: [О работе органов народного контроля Каракалпакской АССР]. — Правда Востока, 1980, 17 октябрь.
- Каракалпакский Фольклор. том V. Игам. Составитель Аденбай Тажимуратов, Издательство «Каракалпакстан» Нукус, 1980. — С.235 — 241.